# Armindo Antônio Ranzolin
Armindo Antônio Ranzolin (Caxias do Sul, 8 de diciembre de 1937-Porto Alegre, 17 de agosto de 2022) fue un periodista y relator deportivo brasileño. Fue director de Radio Gaúcha, de Grupo RBS.

## Biografía
Armindo nació en la ciudad de Caxias do Sul, Río Grande del Sur, en una familia con raíces del norte de Italia. A la edad de un año, se mudó a Lages, Santa Catarina, donde escribió sobre deportes de aficionados en un periódico local. Durante su infancia, siguió la cobertura radial de eventos importantes como el suicidio del presidente Getúlio Vargas y el Mundial de 1950, realizado en Brasil.
Su carrera como periodista profesional y locutor comenzó en 1956, como narrador deportivo de la Rádio Diário da Manhã, en Lages. En 1957 se trasladó a Porto Alegre, donde se graduó en Ciencias Jurídicas y Sociales en la Facultad de Derecho de la UFRGS, en 1962.
Después de pasar una prueba, Armindo trabajó durante tres meses en Rádio Guaíba, en 1959. La primera vez que salió al aire, hubo un problema interno que lo perjudicó. Al día siguiente fue despedido de la radio por el departamento comercial.
En el mismo año, le presentaron al director de Rádio Difusora de Porto Alegre, donde fue, durante cinco años, su principal narrador deportivo. Fue en Rádio Difusora que Armindo Ranzolin narró su primer Grenal, en 1961. En 1964, renunció por problemas relacionados con el Golpe Militar de ese año.
Días después de dejar Rádio Difusora, fue contratado por Rádio Farroupilha como director deportivo y, poco después, director artístico. En 1969, dejó Rádio Farroupilha, aceptando una invitación de Rádio Guaíba para ser su segundo locutor. En Rádio Guaíba, participó en grandes proyectos y narró los partidos de Pelé, considerado por muchos como el mejor futbolista de la historia. También fue en Rádio Guaíba que Ranzolin narró su primera Copa del Mundo, en 1974, disputada en Alemania.
En 1984, dejó Rádio Guaíba, cambiando de emisora por última vez. Armindo pasó a trabajar en Rádio Gaúcha, donde participó, como narrador, en tres mundiales, el último de los cuales, en 1994, se realizó en Estados Unidos. Se retiró de la narración deportiva a finales de 1995, quedando sólo en el periodismo, como presentador de "Gaúcha Actualidade". En 1998 fue director de cobertura del Mundial de Francia. Se convirtió en director general de la radio en 1992 y anunció su retiro en 2006.
El 17 de agosto de 2022 familiares dieron a conocer el fallecimiento del comunicador a la edad de 84 años. Armindo fue internado en un hospital de Porto Alegre; su muerte se produjo como resultado de complicaciones con la enfermedad de Alzheimer.

## Posiciones y logros
Fue presentador de programas periodísticos entre 1959 y 2006. Comandó la cobertura de todas las elecciones en las estaciones donde trabajó. También fue ejecutivo, ocupando el cargo de director de programación de Rádio Difusora y Rádio Farroupilha entre 1964 y 1968, director superintendente de TV Piratini en 1969, director de programación de Rádio Guaíba entre 1976 y 1984, gerente de programación de Rádio Gaúcha entre 1988 y 1992 y director general de Rádio Gaúcha entre 1992 y 2006.
Fue vicepresidente de radio de la Asociación de Emisoras de Radio y Televisión del Río Grande del Sur entre 1978 y 1984.
En 1996, Ranzolin fue admitido por el presidente Fernando Henrique Cardoso a la Orden del Mérito Militar en el grado de Oficial Especial.

## Vida personal
Desde 1963 hasta su muerte, Armindo fue casado con Yara Borges Ranzolin, con quien tuvo dos hijos: la periodista y presentadora de RBS TV (afiliada de TV Globo en Río Grande del Sur), Cristina Ranzolin, y el abogado Ricardo Ranzolin, y tres nietos: Henrique, Manoela y Antônia.